# Acmadenia heterophylla
Acmadenia heterophylla är en vinruteväxtart som beskrevs av Giover. Acmadenia heterophylla ingår i släktet Acmadenia och familjen vinruteväxter. Inga underarter finns listade i Catalogue of Life.